# Національний університет кораблебудування імені адмірала Макарова
Націона́льний університе́т кораблебудува́ння і́мені адміра́ла Мака́рова (НУК ім. адм. Макарова) — заклад вищої освіти, який готує фахівців для суднобудівної та суміжних галузей промисловості, морегосподарського комплексу й інших галузей економіки України.
Заснований у Миколаєві 1920 року. На сьогодні це один з провідних університетів України за кількістю студентів з широким спектром спеціальностей і спеціалізацій для підготовки фахівців з технічних і гуманітарних наук.

## Історія

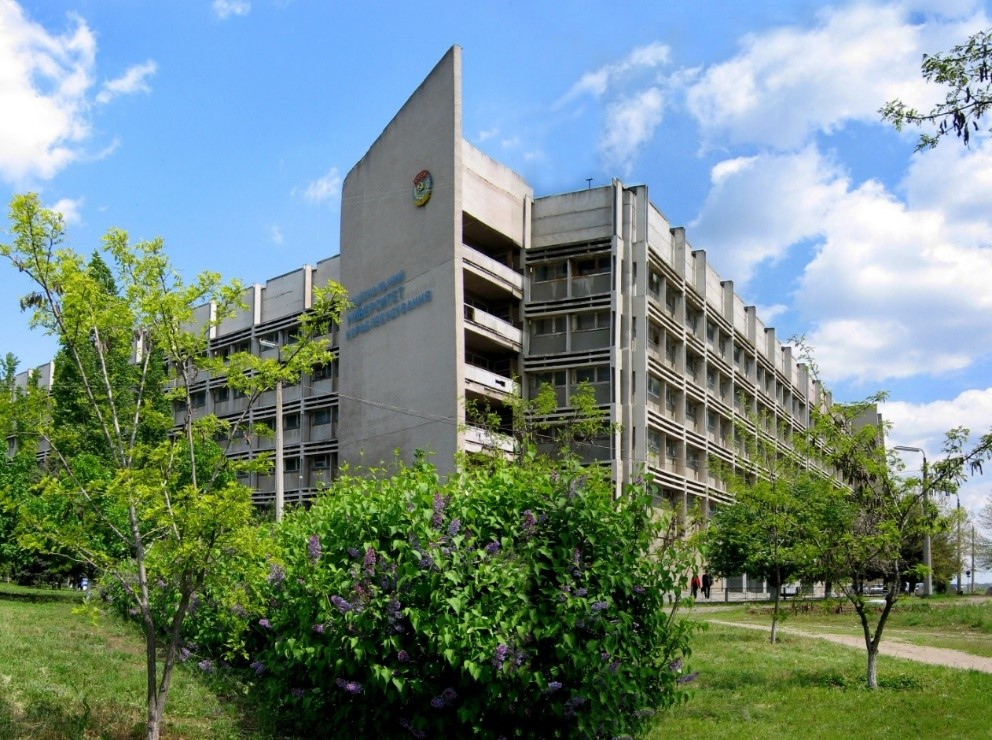
Головний корпус НУК імені адмірала Макарова (проспект Героїв України, 9)

Наприкінці XVIII століття спочатку у Херсоні, потім у Миколаєві відкриваються навчальні заклади, пов'язані з навігацією і корабельною архітектурою. До питання про організацію установ технічної освіти на півдні України наприкінці XIX століття Міська Дума Миколаєва зверталася неодноразово. Але у зв'язку з різними об'єктивними і суб'єктивними причинами ці спроби виявилися невдалими. Спочатку, замість Миколаєва, вищий навчальний заклад був створений в Одесі (1865 р.), потім у Харкові (1868 р.) та у Варшаві (1898 р.). У 1897—1900 рр. в Миколаєві для реалізації програми будівництва броненосного флоту зводяться нові заводи. Виникає необхідність підготовки великої кількості технічних фахівців середньої ланки. Для вирішення цього завдання у 1902 р. було відкрито середнє механіко-технічне училище.
У 1917 р. середнє механіко-технічне училище перетворено в Миколаївське політехнічне училище. У 1920 році в ході реорганізації радянської системи народної освіти, Миколаївське політехнічне училище перетворено в технікум імені К. Тімірязєва на правах вищого навчального закладу, а його випускникам присвоювалась кваліфікація інженера. У 1925 р. політехнічний технікум реорганізується в індустріальний, а в 1927 р. він стає кораблебудівним.
У 1929 р. Миколаївський кораблебудівний технікум було об'єднано з Миколаївським вечірнім робітничим технікумом. Цей заклад отримав назву Миколаївського машинобудівного інституту. Однак, уже в 1930 році він був перейменований у Миколаївський кораблебудівний інститут (МКІ).
Рішенням уряду СРСР у 1949 р. МКІ було присвоєно ім'я адмірала С. О. Макарова — уродженця м. Миколаєва, відомого вченого-кораблебудівника, адмірала-флотоводця.
У 1994 р. рішенням Кабінету Ради Міністрів України МКІ імені адмірала С. О. Макарова отримав найвищий (четвертий) рівень акредитації, статус університету і назву — Український державний морський технічний університет (УДМТУ).
Враховуючи загальнодержавне і міжнародне визнання результатів діяльності Українського державного морського технічного університету імені адмірала Макарова, його вагомий внесок у розвиток національної освіти і науки, Указом Президента України від 25 березня 2004 р. ухвалено надати університету статус національного та іменувати його «Національний університет кораблебудування імені адмірала Макарова».
НУК імені адмірала Макарова — єдиний в Україні заклад вищої освіти, який здійснює підготовку фахівців для суднобудівного, кораблебудівного, машинобудівного, енергетичного, морегосподарського комплексів України та інших країн світу за міжнародними нормами і вимогами. Підтвердженням цього є отримання в 2014 р. міжнародного і державного сертифікатів якості підготовки фахівців ISO 9001 : 2008 та ДСТУ ISO 9001 : 2009 від світового лідера серед кваліфікаційних товариств «Бюро Верітас Сертифікейшн Україна». Товариство щороку здійснює наглядовий аудит за функціонуванням системи управління якості НУК, а в 2017 р. університет успішно пройшов сертифікаційний аудит на відповідність вимогам нової редакції стандарту ISO 9001:2015, згідно з якою НУК імені адмірала Макарова отримав сертифікати відповідності ISO 9001:2015 за номером UA228700 та ДСТУ ISO 9001:2015 за номером UA228701 з терміном дії до 8 лютого 2021 р.

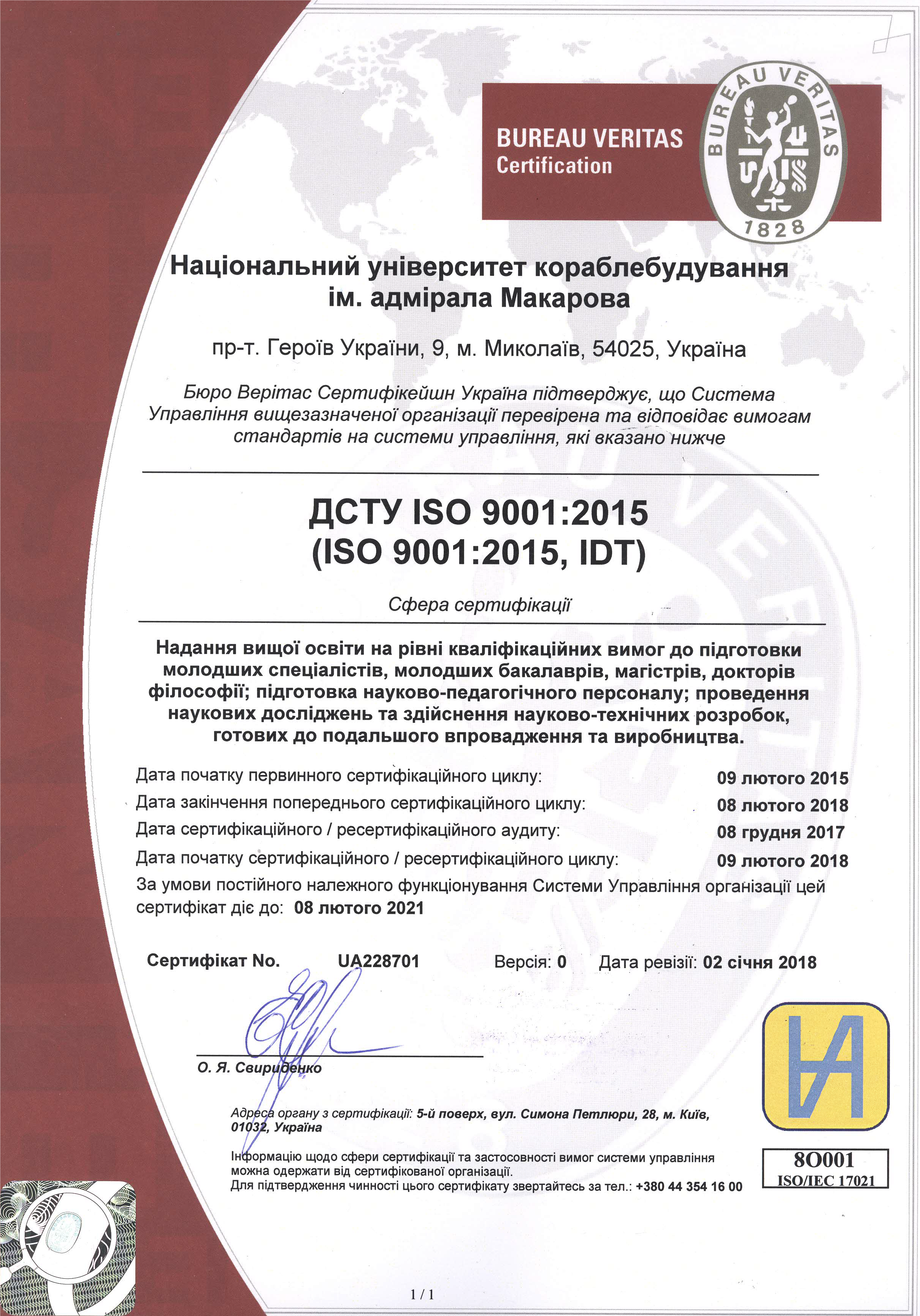

За свою 100-річну історію в університеті підготовлено більше 100 тисяч фахівців для вітчизняного і закордонного кораблебудування. Зараз до складу НУК ім. адм. Макарова входять: 5 інститутів, 4 факультети, Херсонська та Первомайська філії, 4 навчально-наукових центри, Коледж корабелів і Первомайський коледж, 2 закордонних навчально-консультаційних пункти, багатопрофільний Морський ліцей ім. професора Александрова, Академія гардемаринів. У НУК ім. адм. Макарова навчаються більше 7500 тис. студентів за 14 галузями знань та 29 спеціальностями.
Університет забезпечує підготовку інженерних і наукових кадрів високої кваліфікації — молодших спеціалістів, молодших бакалаврів, бакалаврів, магістрів денної та заочної форм навчання, PhD, кандидатів і докторів наук.
Навчальний процес у НУК імені адмірала Макарова забезпечують 49 кафедр, на яких працюють 541 викладач, з них 63 доктори наук, 90 професорів, 276 кандидатів наук, 270 доцентів. Серед вищих навчальних закладів III-IV рівня акредитації у Миколаївській області НУК імені адмірала Макарова протягом багатьох років посідає провідне місце за чисельністю студентів, спеціальностей, викладачів із вченими ступенями та званнями, наукових шкіл та напрямів наукових досліджень.
Університет має чотири навчальні корпуси, серед яких студентське містечко на півострові між річками Інгул і Південний Буг, два фізкультурно-оздоровчі комплекси, три студентські гуртожитки і два житлові будинки. Також в університеті створена спілка студентського самоврядування. Безпосередньо на березі Чорного моря в курортних зонах області (у м. Очакові й у с. Коблеве) знаходяться університетські бази відпочинку для студентів і співробітників університету.

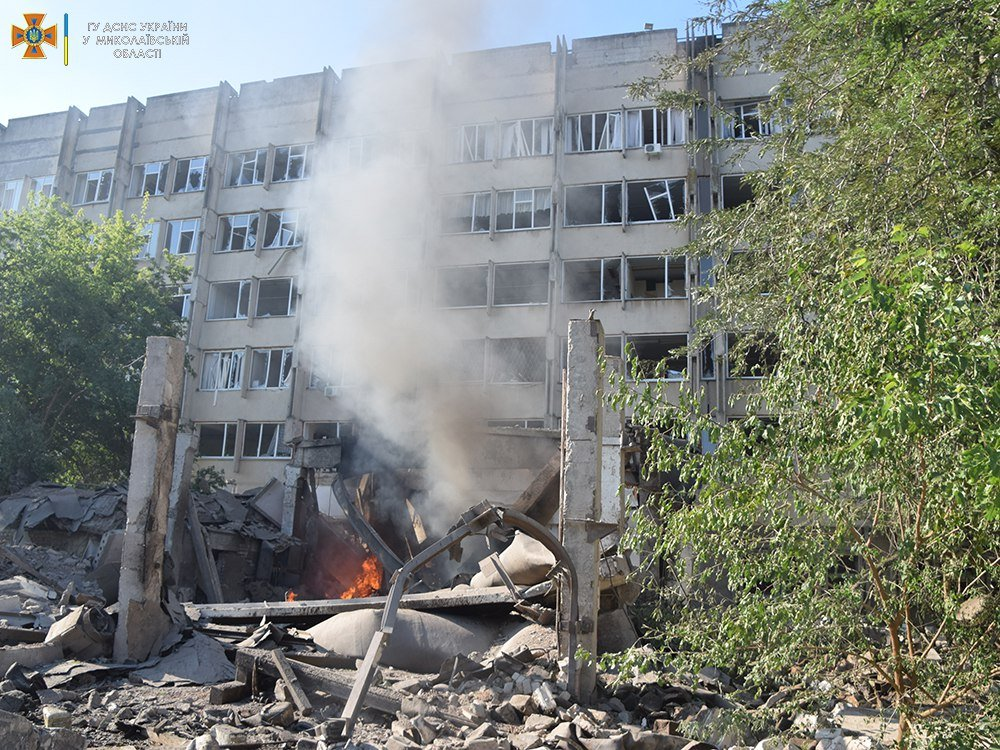
Головний корпус університету після російського обстрілу 15 липня 2022 року

Уранці 15 липня 2022 року російські окупанти завдали ракетного удару по будівлях університету кораблебудування та Миколаївського національного університету імені В. О. Сухомлинського. 10 жовтня університет кораблебудування був обстріляний удруге.

## Директори та ректори
- Некрасов Іван Степанович (липень–вересень 1920) — виконував обов'язки директора Миколаївського політехнічного технікуму імені Тимірязєва.
- Омельченко А. І. (вересень 1920 – серпень 1921) — керує президія технікуму на чолі з Омельченком А. І. — завідуючим підрозділом професійно-технічної освіти Миколаївського губернського відділу народної освіти. Склад президії: Лебедєв В. Д., Чубаров М. А., Танський А. В.
- Філіппов Д. Д. (вересень 1921 – липень 1922) — ректор і завідувач Миколаївського політехнікуму.
- Шлейхер Л. Л. (1922–1924) — керуючий.
- Серебряков Є. Г. (1924–1925) — тимчасово виконував обов'язки керуючого (основна його посада в цей період — завідувач навчальною частиною).
- Черкасов М. К. (1925–1927) — керуючий (робітфак увійшов в безпосереднє підпорядкування керуючого на правах факультету, очолюваного деканом).
- Серебряков Є. Г. (1927–1929) — тимчасово виконував обов'язки керуючого (основна його посада в цей період — завідувач навчальною частиною).
- Ільяшенко С. Г. (1929–1932) — керуючий. У цей період здійснено злиття вечірнього робочого технікуму з денним кораблебудівним технікумом, в результаті було утворено спочатку індустріальний машинобудівний, потім — кораблебудівний інститут.
- Чубов Юхим Федорович (листопад 1932 – лютий 1933) — тимчасово виконував обов'язки директора інституту.
- Метс А. І. (1932–1935 — директор. Прийнято рішення про подальший розвиток інституту: продовжується формування кафедральної структури і матеріальної бази.
- Чубов Юхим Федорович (січень–березень 1935 — тимчасово виконував обов'язки директора інституту.
- Кресс Арнольд Янович (1935–1940) — директор. Зведено: прибудова до головного корпусу інституту, окремий корпус для кафедри опору матеріалів і суднобудівного кабінету, капітально відремонтовано гуртожиток для студентів по вулиці Радісній. В інституті побудовано велику крейсерську яхту «Арктика».
- Лаханін В. В. (жовтень–грудень 1940) — тимчасово виконував обов'язки директора, кандидат технічних наук, доцент.
- Чубов Юхим Федорович (1940–1965) — директор в роки Другої Світової війни та повоєнної відбудови, кандидат технічних наук, доцент. Під його керівництвом здійснено евакуацію інституту в м. Пржевальськ, реевакуацію і відновлення МКІ після війни. Побудовано гуртожиток (зараз № 2) і розпочато будівництво нового навчально-лабораторного корпусу на проспекті Центральному (до 2016 р. проспект Леніна). Побудовано найбільшу в країні крейсерську яхту «Антарктика».
- Бузник Віктор Михайлович (1965–1968) — ректор, д-р техн. наук, професор, член-кореспондент АН України (з 1967 р.). Завершено будівництво нового корпусу інституту на проспекті Центральному (до 2016 р. проспект Леніна), затверджено план забудови інституту у мкр. Соляні, відкрито філію МКІ при Херсонському суднобудівному заводі. Укріплено професорсько-викладацький склад інституту.
- Картава О. І. (грудень 1968 – квітень 1969) — тимчасово виконував обов'язки ректора, кандидат технічних наук, доцент.
- Степанов Віктор Олексійович (1969–1975) — ректор, кандидат технічних наук, доцент. Затверджено першу спеціалізовану раду із захисту кандидатських дисертацій. Інститут нагороджено орденом Трудового Червоного Прапора. Розпочато будівництво комплексу нових навчальних будівель інституту у мкр. Соляні і 13-поверхового гуртожитку, спортивно-оздоровчого табору у с. Коблеве.
- Александров Михайло Миколайович (1975–1993) — ректор, доктор технічних наук, професор, академік Академії інженерних наук України. Завершено будівництво 13-поверхового студентського гуртожитку, побудовано комплекс нових навчальних будівель інституту і малосімейний гуртожиток для викладачів та співробітників у мкр. Соляні, спортивно-оздоровчі табори в с. Коблеве та м. Очакові. Створено спеціалізовану раду із захисту докторських дисертацій. Проведено підготовку до перетворення інституту в морський технічний університет. Побудовано яхту «Ікар», яка вперше в країні здійснила навколосвітню подорож. Інститут став судновласником науково-дослідного судна «Дельта» і т/х «Ольвія».
- Боград В. М. (лютий–березень 1993) — тимчасово виконував обов'язки ректора, д-р екон. наук, професор.
- Романовський Георгій Федорович (1993–2008) — ректор МКІ і УДМТУ, доктор технічних наук, професор, засновник і Президент Академії наук суднобудування України (1996 р.), академік Академії інженерних наук України. Інститут перетворено в Український державний морський технічний університет (1994 р.). У 1999 р. УДМТУ присвоєно ім'я адмірала Макарова, у 2004 р. — Указом Президента України від 25 березня 2004 р. Українському державному морському технічному університету імені адмірала Макарова надано статус національного та нове ім'я — Національний університет кораблебудування імені адмірала Макарова.
- Рижков Сергій Сергійович (2008–2017) — ректор, доктор технічних наук, професор, Президент Академії наук суднобудування України (з 2000 р.), академік Академії інженерних наук України. В університеті започатковано підготовку китайських студентів за кораблебудівними спеціальностями як у базовому навчальному закладі, так і у китайських ЗВО та коледжах. У 2013 р. до складу національних збірних команд України включено 126 спортсменів університету.
- Блінцов Володимир Степанович (листопад 2017 – червень 2018) — тимчасово виконував обов'язки ректора, доктор технічних наук, професор.
- Трушляков Євген Іванович (з 2018 року) — ректор, кандидат технічних наук, професор НУК, академік Міжнародної академії холоду.

## Відомі науковці
- Некрасов Валерій Олександрович – фахівець у галузі суднобудування, доктор технічних наук, професор, заслужений діяч науки і техніки України[5]. Лауреат Державної премії України в галузі науки і техніки (2011).
- Блінцов Володимир Степанович – фахівець у галузі підводних технологій, доктор технічних наук, професор, заслужений діяч науки і техники України. Лауреат державної премії України в галузі науки і техніки (2012).

## Відомі випускники
- Андріанов Володимир Миколайович – організатор суднобудівної галузі СРСР та УРСР, багаторічний директор ДП «Суднобудівний завод імені 61 комунара».

- Біглиця Володимир Петрович – проректор з наукової роботи Чорноморського національного університету імені Петра Могили, кандидат економічних наук, доктор наук державного управління, доцент.
- Бєлов Гордій Олександрович – бізнесмен, кандидат економічних наук, доцент.
- Вільський Геннадій Борисович – ректор Миколаївського політехнічного інституту, доктор філософії технічних наук, професор.
- Ганькевич Анатолій Борисович – директор ДП «Суднобудівний завод імені 61 комунара» (1950–1959), Чорноморського суднобудівного заводу (1959–1979). Герой Соціалістичної Праці, лауреат Державної премії СРСР.
- Голодницький Олександр Григорович – перший заступник голови ДП «Адміністрація морських портів України», почесний працівник морського та річкового транспорту України.
- Гержов Юрій Іванович – народний депутат України, багаторічний голова міста Вознесенська (1987–2012).
- Друзь Борис Іванович – професор-консультант кафедри теорії та влаштування судів Морського державного університету ім. адм. Г. І. Невельського.
- Дихта Леонід Михайлович – професор кафедри прикладної та вищої механіки, доктор технічних наук, член Академії наук суднобудування України.
- Ємельянов Володимир Михайлович – проректор, директор Інституту державного управління Чорноморського національного університету імені Петра Могили, професор кафедри державного управління та політичної аналітики.
- Єрмаков Дмитро Владиславович – Директор Херсонського державного заводу «Палада».
- Овдієнко Ігор Миколайович – суднобудівник, академік, генеральний директор ДП «Суднобудівний завод імені 61 комунара» (1986–1994), генеральний директор Чорноморського суднобудівного заводу (1994–1996) і почесний громадянин міста Миколаїв.
- Ремез Юлій Вульфович – вчений в галузі теорії корабля, спеціаліст у галузі розробки гідродинамічної теорії хитавиці суден, доктор технічних наук і почесний громадянин міста Миколаїв.
- Калашніков Валерій Миколайович – генеральний директор Чорноморського суднобудівного заводу (2010–2014).
- Князєв Всеволод Сергійович – суддя, Голова Верховного Суду України (з 2021).
- Корчагін Леонід Миколайович – головний інженер (1986–1997), генеральний директор (1998–1999) Південноукраїнської АЕС. Кандидат технічних наук, заслужений працівник ПУАЕС, почесний мешканець міста Південноукраїнськ.
- Кривко Сергій Володимирович – заслужений машинобудівник України, головний конструктор проектів ДП «Дослідницько-проектний центр кораблебудування».

## Нагороди

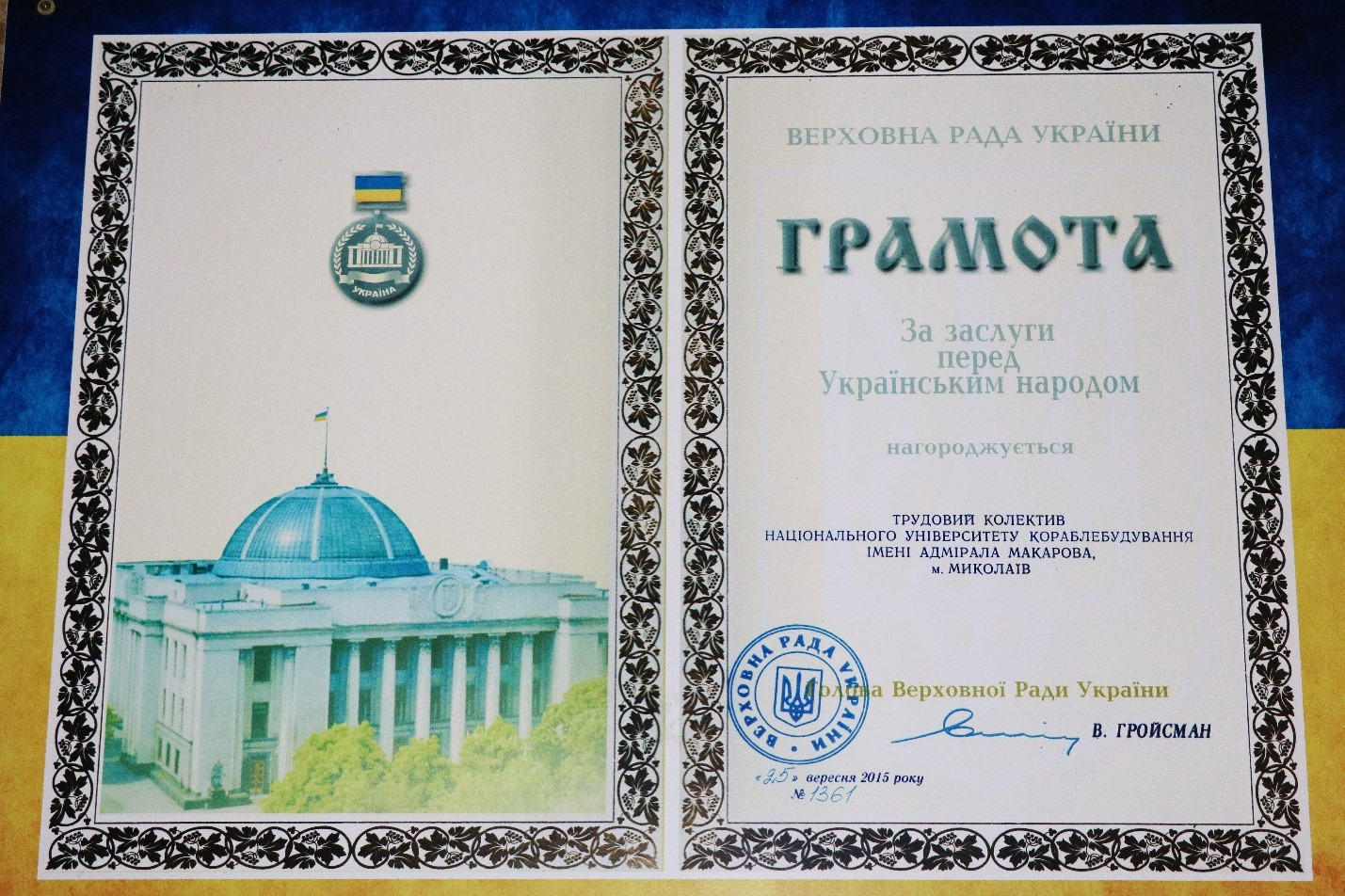
Грамота Верховної Ради України

1970 р. — (18 вересня) Указом Президії Верховної Ради СРСР за заслуги в підготовці інженерних кадрів і досягнення в розвитку наукових досліджень інститут нагороджено орденом Трудового Червоного Прапора (повна назва: Миколаївський ордена Трудового Червоного Прапора кораблебудівний інститут ім. адмірала С. Й. Макарова).
2015 р. — наказом Голови Верховної Ради України Національний університет кораблебудування імені адмірала Макарова нагороджено найвищою нагородою — «Грамотою Верховної Ради України».

## Інститути, факультети, філії

### Інститути
- Навчально-науковий інститут автоматики та електротехніки
- Машинобудівний навчально-науковий інститут
- Кораблебудівний навчально-науковий інститут
- Навчально-науковий інститут комп'ютерних наук та управління проектами
- Навчально-науковий гуманітарний інститут
- Навчально-науковий педагогічний інститут імені В.О. Сухомлинського[6]

### Факультети
- Факультет економіки моря
- Факультет екологічної та техногенної безпеки
- Факультет морської інфраструктури
- Факультет морського права

### Навчально-наукові центри
- Навчально-науковий центр міжнародного співробітництва
- Навчально-науковий центр заочної та дістанційної освіти
- Навчально-науковий центр післядипломної освіти
- Навчально-науковий центр з господарської роботи

### Філії
- Первомайська філія
- Херсонська філія

### Коледжі
- Первомайський коледж
- Коледж корабелів

## Наукова діяльність
У НУК ім. адм. Макарова діє інфраструктура планування та проведення наукових досліджень, основу якої складають: науково-експертна рада університету, науково-технічні ради за напрямками досліджень, 30 наукових шкіл, зокрема «Дослідження морехідних якостей та проектування нових типів суден», «Підготовка та спалювання палив», «Паяння та зварювання тиском у вакуумі», «Екологічна безпека та енергозбереження» тощо. Працюють сім галузевих лабораторій та шість науково-технічних центрів, серед яких центри метрологічної атестації поліметричних систем, підводної техніки, енергозбереження, екологічної безпеки. До складу університету входять Науково-дослідний інститут корабельної інженерії та Науково-дослідний центр кораблебудування.
Науково-дослідна частина складається із п'яти секторів, а саме: науково-організаційного, науково-технічної інформації, інтелектуальної власності, метрології та стандартизації і науково-технічного перекладу. У НДЧ сформована організаційна структура, що складається з восьми науково-дослідних інститутів (НДІ), а саме: «Енергетики та машинобудування», «Підводної техніки», «Сучасних проблем автоматики і електротехніки», «Управління проектами та програмами», «Аеродинаміки, міцності і проектування суден», «Паяння та зварювання тиском у вакуумі», «Проблем екології та енергозбереження», «Інфраструктурних проектів», а також центр «Економічних досліджень та управлінського консалтингу».
НДІ «Енергетики та машинобудування» у своєму складі містить сім центрів: «Плазмохімічних технологій в енергетиці», «Удосконалення суднових енергетичних установок», «Інтенсифікації тепломасообміну», «Перспективних енергетичних технологій», «Фундаментально-прикладних проблем редукторобудування», «Тригенераційних технологій та життєзабезпечення», «Прикладних проблем інженерної механіки та технології машинобудування». НДІ «Проблем екології та енергозбереження» містить п'ять центрів: «Моніторингу параметрів навколишнього середовища», «Піролізних технологій», «Енергозберігаючих технологій», «Водоочищення та водопідготовки», «Еколого-економічних досліджень». НДІ «Інфраструктурних проектів» містить два центри, а саме: «Прикладних досліджень в енергетиці» та «Прикладних проблем регіонального розвитку».
Основними пріоритетними напрямками наукових досліджень є:
1. Суднобудування, кораблебудування та техніка дослідження Світового океану;
2. Фізико-технічні проблеми матеріалознавства (металеві конструкційні матеріали; керамічні, композиційні, монокристалічні та плівкові матеріали різного функціонального призначення);
3. Міжгалузеві проблеми і системні дослідження в енергетиці (енергетична ефективність та енергозбереження);
4. Фізико-технічні проблеми енергетики (екологічні проблеми в енергетиці);
5. Інформаційні та комутаційні технології (управління проектами та програмами; аналіз і синтез систем керування технічними та екологічними процесами, зокрема з невизначеністю);
6. Енергетика та енергоефективність (енергоефективні перетворювачі електроенергії; дослідження морехідних якостей суден, умов та методів їх забезпечення на етапі проектування суден та інших плавучих споруд).
Результати наукових досліджень професорів, викладачів, співробітників та студентів НУК ім. адм. Макарова доступні в електронному архіві університету
Electronic Institutional Repository of Admiral Makarov National University of Shipbuilding

## Наукові видання
Національний університет кораблебудування імені адмірала Макарова видає п'ять наукових видань: 
Наукове фахове видання «Збірник наукових праць Національного університету кораблебудування імені адмірала Макарова» http://znp.nuos.mk.ua/ (засновано у жовтні 1934 р.)
Підтримує політику відкритого доступу. Видається 4 рази на рік. Мова видання: українська, російська, англійська.
Науково-виробниче та науково-популярне фахове видання «Shipbuilding & marine infrastructure» (засновано у вересні 2014 р.)
Підтримує політику відкритого доступу. Видається 2 рази на рік. Мова видання: англійська, російська, українська.
Електронне фахове видання «Вісник НУК» (засновано у 2009 р.)
Підтримує політику відкритого доступу. Видається 4 рази на рік. Мова видання: українська, російська, англійська.
Наукове видання «Збірник наукових праць студентів Національного університету кораблебудування» (засновано у 2009 р.) 
Видається 2 рази на рік.
Мова видання: українська, російська.
Наукове видання «Гуманітарний вісник НУК: збірник наукових праць» (засновано у 2008 р.) 
Підтримує політику відкритого доступу. Видається 1 раз на рік. Мова видання: українська, російська, англійська.
Усі рукописи, які надсилаються для публікації у наукових виданях НУК ім. адм. Макарова, перевіряються на оригінальність та проходять подвійне «сліпе» рецензування.

## Міжнародна діяльність
З метою ефективного здійснення міжнародної співпраці в науково-технічній, освітній і культурній сферах в університеті створений і функціонує навчально-науковий центр міжнародного співробітництва (ННЦМС).
Важливим фактором розвитку університету є участь у міжнародному трансферті технологій, а зокрема в таких проектах як «Jiangsu Center of International Technology Transfer». Університет здійснює реалізацію багатьох спільних міжнародних освітніх програм з партнерськими університетами кількох країн світу.
Стратегічним напрямом міжнародної діяльності НУК ім. адм. Макарова є участь викладачів, співробітників, аспірантів і студентів університету в конкурсах для здобуття стипендій або грантів міжнародних організацій і фондів, серед яких Німецька служба академічних обмінів (DAAD), Фонд Олександра фон Гумбольдта (ФРН), Програма академічних обмінів імені Фулбрайта, Рада з міжнародних досліджень і обмінів IREX (США), Фонд «Освіта для демократії» (Польща), програми Європейського Союзу «Еразмус+» та «Горизонт 2020» та ін.
У грудні 2019 року Національний університет кораблебудування та Шаньдунський науково-технічний університет підписали меморандум про співпрацю, щодо проведення досліджень та освіту у галузі суднобудування та морського машинобудування.

## Наукова бібліотека
Наукова бібліотека Національного університету кораблебудування імені адмірала Макарова (НБ НУК) — обласний методичний центр для бібліотек ЗВО м. Миколаєва, одна з найбільших бібліотек південного регіону за складом фонду з корабле- та суднобудування, інформаційна база науково-дослідницької роботи вчених, аспірантів, студентів та соціокультурний центр вишу.
Заснована 1920 року; у 1930 — бібліотека Миколаївського кораблебудівного інституту; з 1994 — бібліотека Українського державного морського технічного університету; у 2004 — Національного університету кораблебудування імені адмірала Макарова; з 2010 — Наукова бібліотека Національного університету кораблебудування імені адмірала Макарова.

## Меморіальний музей адмірала С.О.Макарова
Унікальний музей, створений силами викладачів, співробітників і студентів Миколаївського кораблебудівного інституту (МКІ). Вперше відкритий у 1949 р., після 17-річної перерви відновив діяльність у 1970 р.

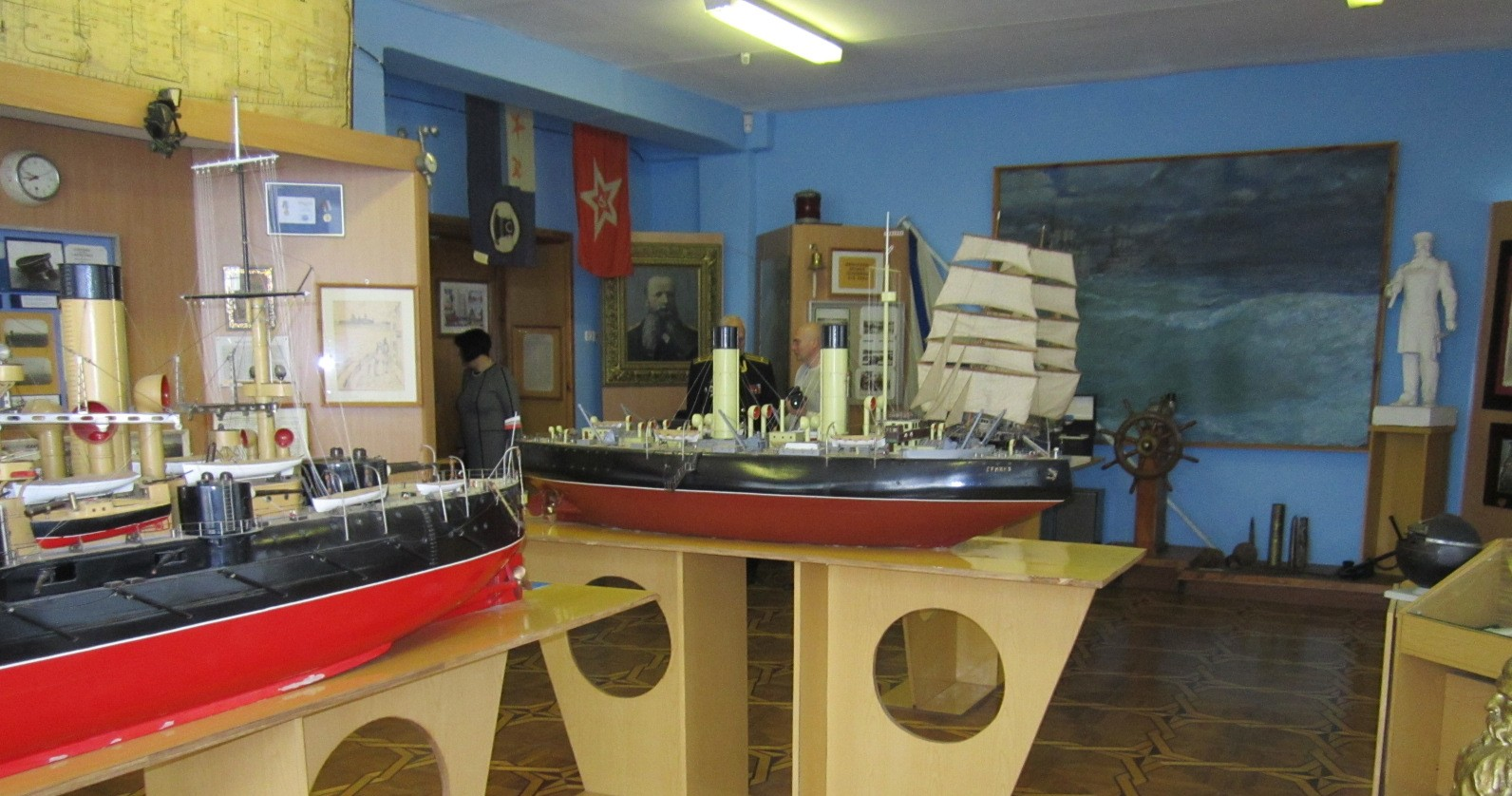
Панорама музею адмірала С. Й. Макарова у НУК

У експозиції музею представлено експонати, що розповідають про життя та діяльність видатного вченого, кораблебудівника, флотоводця адмірала С. О. Макарова: це моделі кораблів, на яких служив адмірал Макаров, велика кількість фотографій, випуски «Морского сборника» з науковими публікаціями адмірала, книги адмірала Макарова, що були надруковані за його життя. Серед експонатів багато унікальних речей. Це фрагмент трапу на ходовий місток першого в світі криголама «Єрмак», створеного за ідеєю адмірала Макарова, крісло з кают-компанії цього криголама, щоденник старшого механіка криголама Улашкевича, що під керівництвом адмірала Макарова брав участь у другій арктичній експедиції, креслення крейсера першого рангу «Адмірал Макаров» 1908 р. та багато іншого.

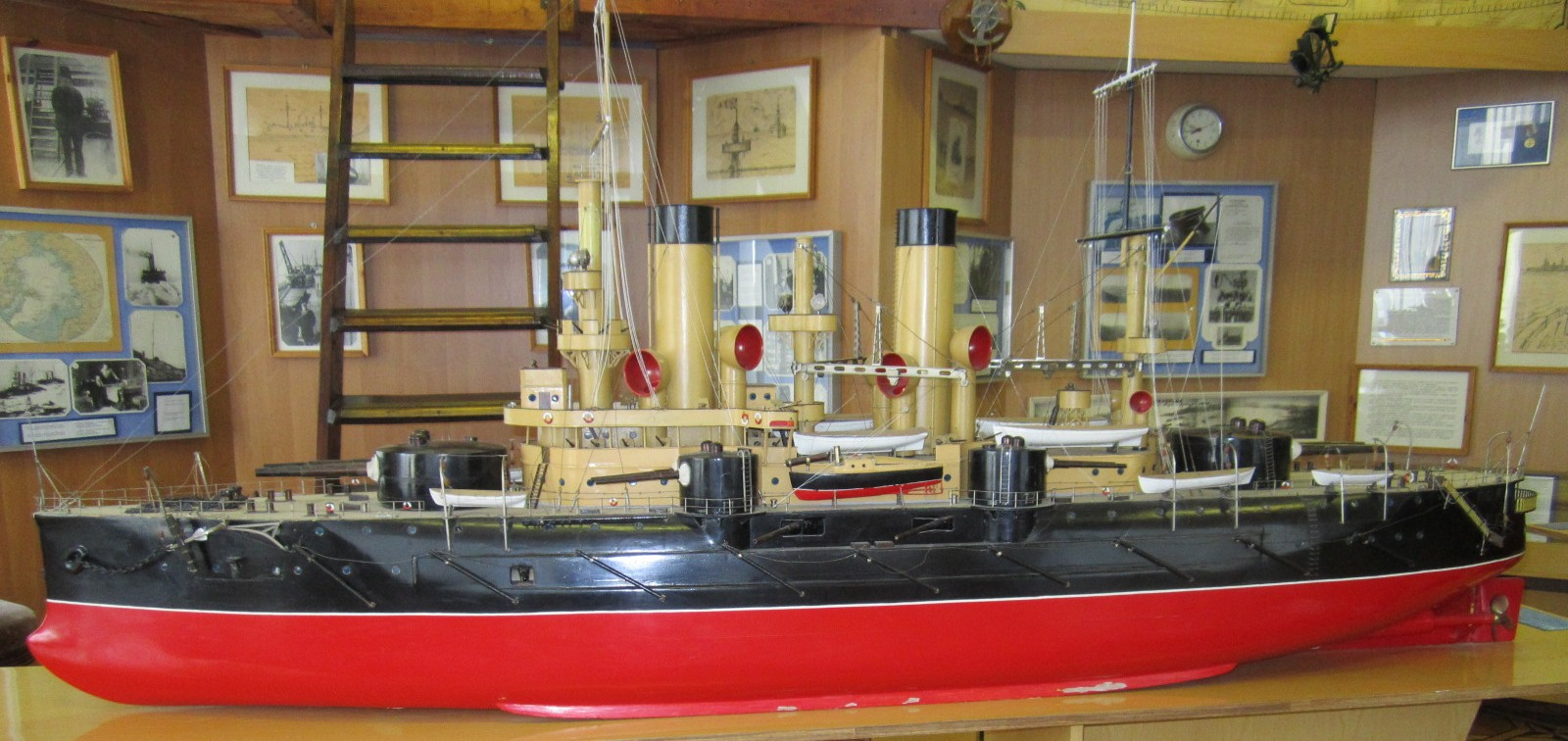
Модель криголама «Єрмак»

Експозиція музею займає площу 80 м2.

## Музей АТО

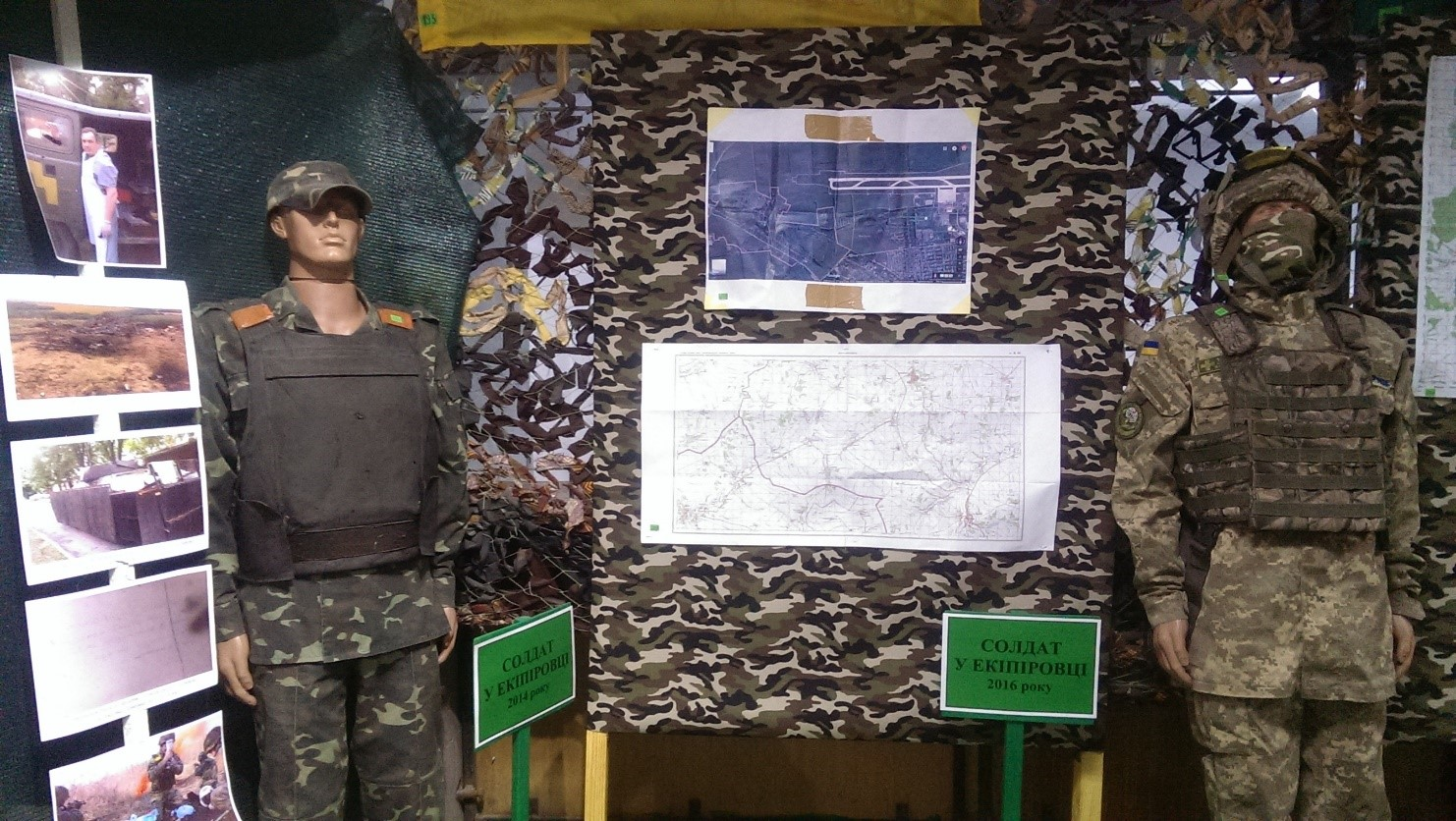
Музей АТО в НУК ім. адм. Макарова

Музей АТО в НУК ім. адм. Макарова відкрито 23 жовтня 2017 р. Облаштований за ініціативи Героя України, командира роти снайперів 79 ДШБ Валерія Чибінєєва.

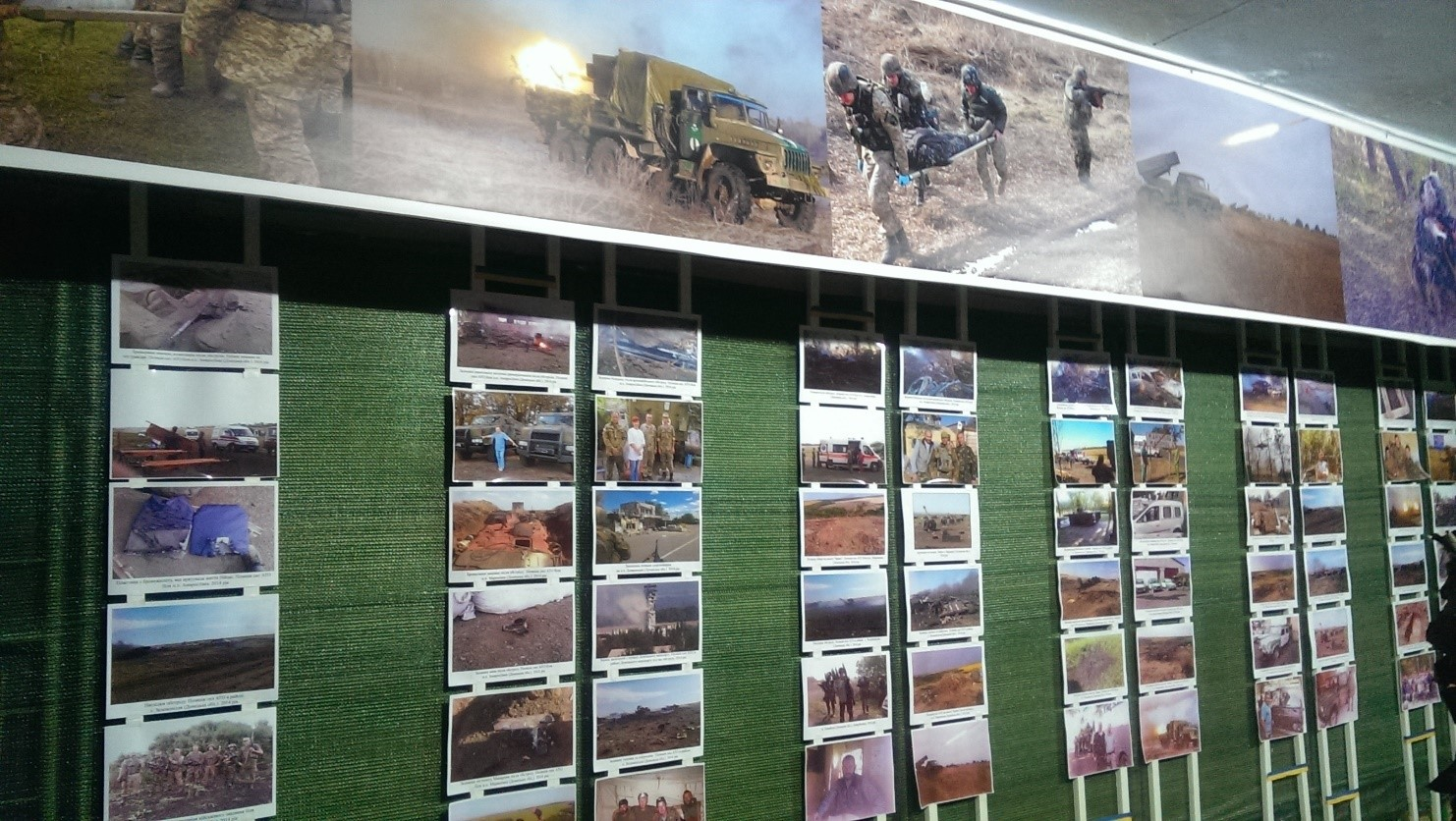
Панорама Музею АТО в НУК ім. адм. Макарова

Експозиція називається «Полум'я Українського сходу» і складається з двох тематичних залів, де представлено біля 800 експонатів, які показують події 2014—2019 рр. на передовій. Усі експонати і речі зібрано волонтерами та військовослужбовцями.